# حافج دلفدهن (حديبو)

تعديل مصدري - تعديل

حافج دلفدهن إحدى قرى مديرية حديبو التابعة لمحافظة سقطرى، بلغ تعداد سكانها 96 نسمة حسب تعداد اليمن لعام 2004.